# 类比目鱼属
类比目鱼属（学名：amphistium）是一种已灭绝的比目鱼，生存于始新世早期的欧洲義大利，屬於過渡化石，其中一顆眼睛在成年個體中仍然僅位於頭頂位置，而非像現代比目魚那樣位於同一側。

## 发现
弗里德曼检查了这些化石样品，并起名叫heteronectes chaneti，意思是与众不同的游泳者。他还发现另一种鱼化石，叫amphistium paradoxum。这2种鱼化石都是在意大利北部的石灰石矿区中发现的。他还查看了法国巴黎挖掘出来的另一种鱼化石amphistium altum。